# Kambata Wundut
Kambata Wundut is een bestuurslaag in het regentschap Oost-Soemba van de provincie Oost-Nusa Tenggara, Indonesië. Kambata Wundut telt 2725 inwoners (volkstelling 2010).